# IC 3152
IC 3152 — галактика типу E-S0 (еліптична спіральна галактика) у сузір'ї Гідра.
Цей об'єкт міститься в оригінальній редакції індексного каталогу.